# Elkin
Elkin és una població dels Estats Units a l'estat de Carolina del Nord. Segons el cens del 2000 tenia 4.109 habitants.

## Demografia
Segons el cens del 2000, Elkin tenia 4.109 habitants, 1.690 habitatges i 1.051 famílies. La densitat de població era de 253 habitants per km².
Dels 1.690 habitatges en un 26% hi vivien nens de menys de 18 anys, en un 48,3% hi vivien parelles casades, en un 9,6% dones solteres, i en un 37,8% no eren unitats familiars. En el 34,4% dels habitatges hi vivien persones soles el 20,1% de les quals corresponia a persones de 65 anys o més que vivien soles. El nombre mitjà de persones vivint en cada habitatge era de 2,32 i el nombre mitjà de persones que vivien en cada família era de 2,95.
Per edats la població es repartia de la següent manera: un 22,1% tenia menys de 18 anys, un 7,1% entre 18 i 24, un 26,8% entre 25 i 44, un 20,3% de 45 a 60 i un 23,6% 65 anys o més.
L'edat mediana era de 40 anys. Per cada 100 dones de 18 o més anys hi havia 82,4 homes.
La renda mediana per habitatge era de 31.698 $ i la renda mediana per família de 38.667 $. Els homes tenien una renda mediana de 29.514 $ mentre que les dones 22.108 $. La renda per capita de la població era de 21.123 $. Entorn del 6,3% de les famílies i el 12,6% de la població estaven per davall del llindar de pobresa.

## Poblacions més properes
El següent diagrama mostra les poblacions més properes.